# 炒
炒是一種烹調方法。

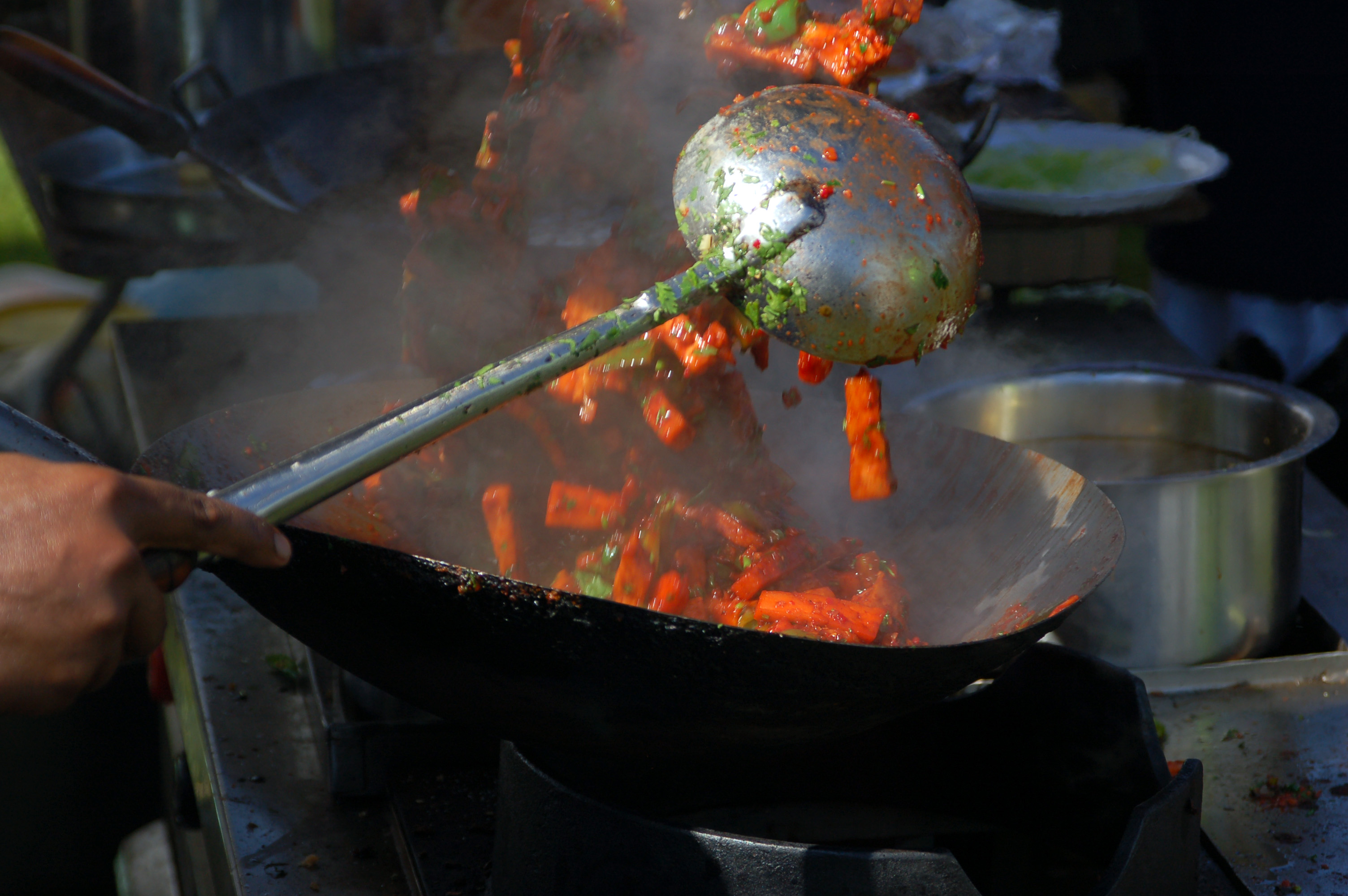
翻鍋

在鍋內加微量的食用油，加熱至160℃-240℃左右的油溫，放入食材後快速拌散。最早记载于中国南北朝时期的《齐民要术》。
可分為清炒、爆炒、軟炒、溜炒 、煸炒、乾炒等。
1. ↑  《齐民要术》：炒鸡子法。打破，著铜铛中，搅令黄白相杂。细擘葱白，下盐米、浑豉，麻油炒之，甚香美。